# Arnold Lang (Zoologe)

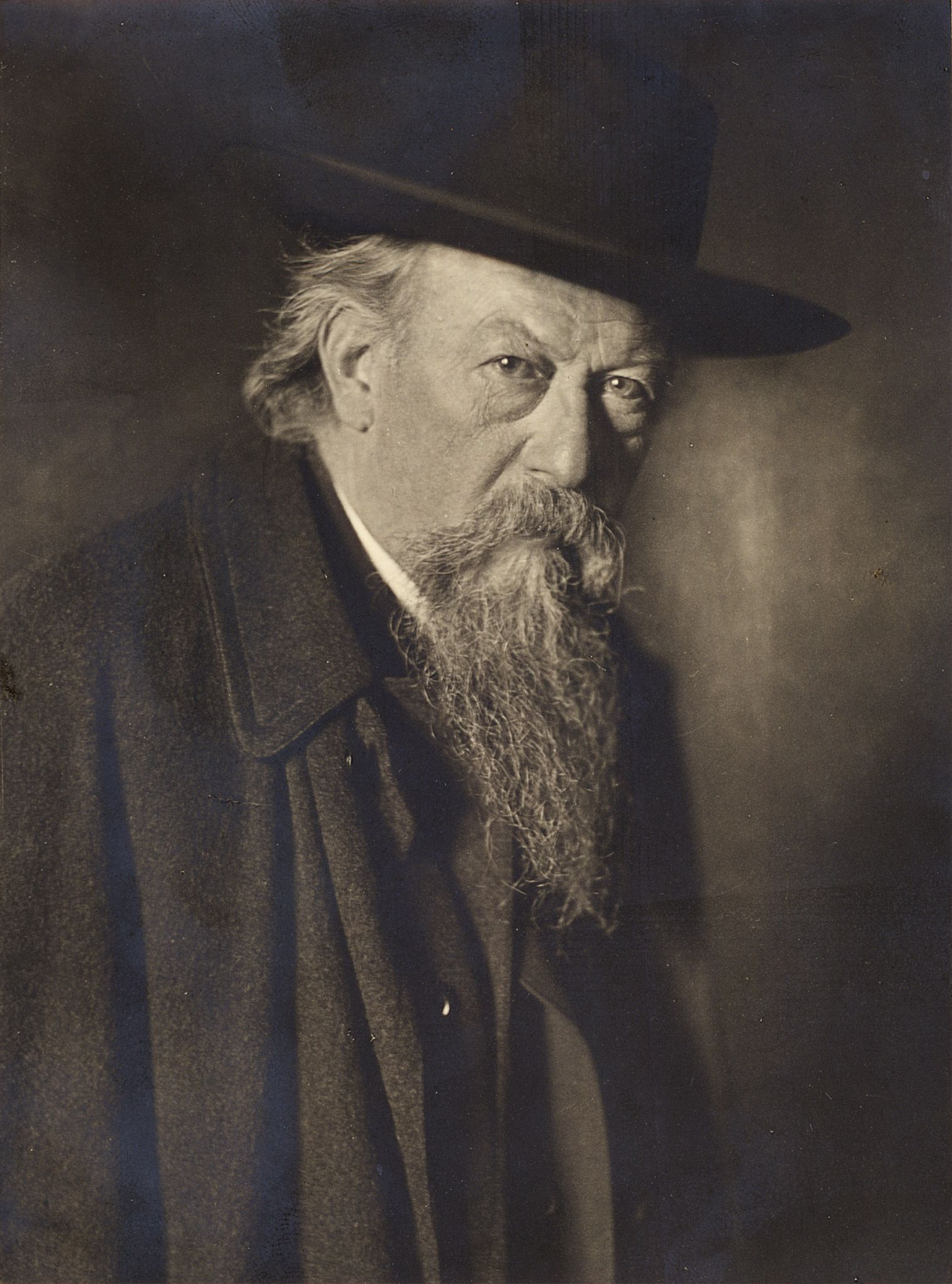
Arnold Lang ca. 1913

Arnold Lang (* 18. Juni 1855 in Oftringen; † 30. November 1914 in Zürich, heimatberechtigt in Oftringen) war ein Schweizer Zoologe.

## Leben
Lang besuchte die Alte Kantonsschule Aarau und studierte später Biologie an den Universitäten von Genf und Jena. Im März 1876 doktorierte er bei Ernst Haeckel und wurde im Mai 1876 habilitiert. Er assistierte von 1878 bis 1885 an der Zoologischen Station in Neapel, erlangte 1886 die Karl-Ritter-Professur für phylogenetische Zoologie in Jena, die er bis 1889 innehatte, und war von 1889 bis 1914 Ordinarius für Zoologie und vergleichende Anatomie sowie Direktor des Zoologischen Instituts und der Sammlungen an beiden Zürcher Hochschulen. Von 1898 bis 1900 war er Rektor der Universität.
Arnold lang war ein bedeutender Zoologe, ein vergleichender Anatom, Embryologe und früher genetischer Experimentator. Die Planung und Realisation der Universitätsbauten im heutigen alten Universitätszentrum wurde massgeblich von ihm mitgestaltet. Im Jahre 1914 wurde ihm der Ehrendoktor (Dr. h. c.) der ETH Zürich und der Juristischen Fakultät der Universität Zürich verliehen.
Er fand auf dem Friedhof Nordheim seine letzte Ruhestätte.

## Schriften
- Lehrbuch der vergleichenden Anatomie der wirbellosen Thiere. 2 Tl., Fischer, Jena 1888–94.
- Beitrag zu einer Trophocöltheorie. G. Fischer, Jena 1903.
- Über Vorversuche zu Untersuchungen über die Varietätenbildung bei Helix hortensis Müller und Helix nemoralis L. In: Festschrift zum siebzigsten Geburtstage von Ernst Haeckel. Herausgegeben von seinen Schülern und Freunden. Fischer, Jena 1904. (Denkschriften der Medizinisch-Naturwissenschaftlichen Gesellschaft zu Jena; 11), S. 437–506. (Digitalisat).
- Die experimentelle Vererbungslehre in der Zoologie seit 1900. Fischer, Jena 1914.